# Liste der Pfarrer an der Kirche St. Nikolai (Nordhausen)
Dies ist eine Liste der Pfarrer und anderer Amtsträger an der Kirche St. Nikolai in Nordhausen.

## Pfarrer
| Name                                | Zeit      | Lebensdaten                             | Bemerkungen                                                                                                   |
| ----------------------------------- | --------- | --------------------------------------- | --- |
| Heinrich Siemerodt                  | 1520–1524 |                                         | |
| Dr. Jacob Oethe                     | 1523–1540 |                                         | |
| Mag. Anton Otto                     | 1543–1568 | um 1505– um 1588                        | |
| Mag. Martin Burggraf                | 1569–1570 |                                         | |
| Mag. Georg Köcher                   | 1570–1576 |                                         | |
| Mag. Matthias Schwein               | 1576–1580 |                                         | |
| Mag. Lukas Martini                  | 1581–1590 | 1548 – 1599                             | |
| Dr. theol. Johann Pandocheus        | 1590–1598 | 1550 – 1622                             | |
| Mag. Konrad Pädopater (Kindervater) | 1605–1620 |                                         | |
| Mag. Johann Heueler                 | 1620–1626 |                                         | |
| Joachim Emdenius                    | 1626–1650 | † 19. Oktober 1650                      | aus Magdeburg, 1616 Kantor und Diakon zu Kelbra, 1620–1623 Diakon der Kirche, 1623–1626 Pfarrer an St. Blasii |
| Benedikt Lesche                     | 1650–1663 | † 24. August 1663                       | 1626–1635 Diakon an St. Blasii, 1635–1646 Pfarrer an St. Maria im Tale, 1646–1650 Diakon an St. Nikolai       |
| Johann Samuel Noricus               | 1663–1669 | † August 1669                           | 1619–1634 Pfarrer an St. Jacobi, 1634–1636 Pfarrer an St. Petri                                               |
| Mag. Michael Christian Tieroff      | 1669–1682 | † 17. April 1682                        | aus Nordhausen, Superintendent der Grafschaft Hohnstein, Pfarrer in Jena, 1664–1669 Pfarrer an St. Blasii     |
| Mag. Johann Caspar Hesse            | 1683–1698 |                                         | |
| Johann Nikolaus Rohrmann            | 1698–1716 |                                         | 1683–1687 Pfarrer an St. Maria auf dem Berg, nach 1687 Pfarrer an St. Jacobi                                  |
| Johann Balthasar Reinhardt          | 1716–1741 |                                         | 1701–1716 Pfarrer an St. Maria auf dem Berg                                                                   |
| Heinrich Volkmar Stange             | 1741–1755 |                                         | |
| Ernst Christian Ostermann           | 1755–1788 |                                         | |
| Benjamin Oswald Hake                | 1789–1793 |                                         | |
| Andreas Christoph Dietrich          | 1793–1811 | 25. September 1759 – 26. September 1811 | 1789–1793 Diakon der Kirche, anschließend Pastor, 1806–1811 Superintendent                                    |
| Carl Wilhelm Förstemann             | 1813–1845 | 22. Dezember 1777–14. April 1845        | 1800–1813 Pfarrer an St. Jacobi, Superintendent                                                               |
| Ludwig Schmidt                      | 1847–1859 | 15. Mai 1805 – 24. Mai 1881             | Superintendent und Oberprediger                                                                               |
| Heinrich Ernst Boeters              | 1860–1868 |                                         | |
| Karl Friedrich Richard Wagner       | 1868–1877 |                                         | |
| Dr. Ernst Otto Haase                | 1878–1885 |                                         | |
| Franz Emil Gustav Rosenthal         | 1885–1895 |                                         | |
| Georg Gotthilf Friedrich Hecker     | 1895–1903 |                                         | |
| Paul Richard Raack                  | 1904–1913 |                                         | |
| Gustav Adolf Theodor Hammer         | 1914–1936 | 1. Oktober 1865–23. Februar 1946        | Superintendent und Oberpfarrer                                                                                |
| Albert Seltmann                     | 1938–1947 |                                         | |

1945 wurde die Kirche zerstört. 1947 wurde der Bezirk Blasii-Petri-Nikolai gebildet. Die dritte Pfarrstelle war an St. Nikolai angesiedelt.
| Name             | Zeit      | Lebensdaten       | Bemerkungen |
| ---------------- | --------- | ----------------- | ----------- |
| Brigitte Starcke | 1961–1969 |                   |             |
| Hartmut Genest   | 1971–1976 | * 19. Januar 1941 |             |
| Horst Münzel     | ab 1977   |                   |             |

## Diakone
| Name                               | Zeit      | Lebensdaten                             | Bemerkungen |
| ---------------------------------- | --------- | --------------------------------------- | --- |
| Mag. Matthias Kahle                | um 1543   |                                         | |
| Johann Holzapfel                   | um 1543   |                                         | |
| Johann Franke                      | um 1546   |                                         | |
| Christian Topf                     | 1557–1560 |                                         | |
| Mag. Andreas Fabricius             | 1560–1562 | 25. Januar 1530 – 26. Oktober 1577      | [ 10 ] |
| Johann Neuschild                   | um 1562   |                                         | |
| Johannes Lapeus (Lappe)            | um 1568   |                                         | |
| Lampertus Faust                    | 1569–1570 |                                         | |
| Mag. Volkmar Munderus (Maurer)     | 1570–1582 |                                         | |
| Johann Noricus                     | 1582–1583 | 1549 – Juni 1619                        | 1572 Pfarrer in Otterstedt, 1576–1582 Aeditui an St. Maria im Tale, 1583–1619 Pfarrer an St. Jacobi                                                                          |
| Melchior Leporinus (Hase)          | 1584–1586 |                                         | aus Gittelde, vor 1582 Prediger in Gorsleben, 1582 Pfarrer in Kindelbrück, ab 1587–1589 Pfarrer an St. Maria auf dem Berg, 1589 Pfarrer in Braunschweig, Prediger in Drübeck |
| Johann Sifardus (Seiffart)         | 1586–1597 |                                         | |
| Mag. Johann Jonas (Jonä)           | 1597–1598 | 1558 – 22. Mai 1634                     | 1598–1634 Pfarrer an St. Maria auf dem Berg, zugleich Pfarrer an St. Martini                                                                                                 |
| Mag. Dominicus Eler                | 1598–1600 |                                         | |
| Mag. Christoph Burchardi           | 1601–1608 | † 1626                                  | 1608–1626 Aeditui an St. Maria im Tale |
| Mag. Jonas Heuler                  | 1608–1620 |                                         | |
| Joachim Emdenius                   | 1620–1623 | † 19. Oktober 1650                      | aus Magdeburg, 1616 Kantor und Diakon zu Kelbra, 1623–1626 Pfarrer an St. Blasii, 1626–1650 Pfarrer der Kirche                                                               |
| Christoph Kirchberger              | 1624–1646 | † 1663                                  | aus St. Andreasberg, vor 1646 Rektor in Ellrich und 1660 Pfarrer in Bellstedt, 1646–1660 Pfarrer an St. Blasii                                                               |
| Benedikt Lesche                    | 1646–1650 | † 24. August 1663                       | 1626–1635 Diakon an St. Blasii, 1635–1646 Pfarrer an St. Maria im Tale, 1650–1663 Pfarrer an St. Nikolai                                                                     |
| Jacob Nikolaus Röser               | 1654–1656 |                                         | |
| Conrad Georg Dielfeld              | 1657–1684 |                                         | |
| Philipp Jakob Lesser               | 1684–1724 |                                         | |
| Johann Gottfried Schwan            | 1724–1732 |                                         | |
| Heinrich Volkmar Stange            | 1732–1741 |                                         | |
| Siegmund Wilhelm Andreä            | 1741–1764 |                                         | |
| Johann Richard Eulhardt (Eilhardt) | 1764–1767 |                                         | |
| Benjamin Oswald Hake               | 1767–1789 |                                         | |
| Andreas Christoph Dietrich         | 1789–1793 | 25. September 1759 – 26. September 1811 | 1793–1811 Pastor der Kirche, 1806–1811 Superintendent |
| Johann Volkmar Ernst Riemann       | 1794–1810 | 9. April 1767 – 15. Mai 1810            | am 21. Januar 1794 ordiniert |
| Georg Blech                        | 1913–1922 |                                         | |
| Lic. Karl Stollberg                | 1923–1933 |                                         | |
| Konrad Hoeber                      | 1934–1937 |                                         | |
| Kurt Werner Wartenberg             | 1938–1946 |                                         | |

1947 wurde das Diakonat in die Pfarrstelle der Justus-Jonas-Gemeinde überführt.
| Name           | Zeit      | Lebensdaten                         | Bemerkungen |
| -------------- | --------- | ----------------------------------- | ----------- |
| Fritz Schulze  | ab 1948   |                                     |             |
| Johannes Herte | 1958–1967 |                                     |             |
| Christa Donder | 1968–1980 |                                     |             |
| Herbert Lausch | ab 1980   | 17. September 1937–21. Oktober 2016 |             |

## Aeditui
Gelegentlich wird das Amt des Aedituus an der Kirche St. Nikolai mit dem eines Diakons gleichgesetzt.
| Name                              | Zeit      | Lebensdaten                          | Bemerkungen |
| --------------------------------- | --------- | ------------------------------------ | --- |
| Johann Jakob Custos               | um 1556   |                                      | |
| Johann Glück                      | 1560–1594 |                                      | |
| Nikolaus Elle                     | 1594      |                                      | |
| Joachim Doliarius                 | 1594–1632 |                                      | zugleich Pfarrer an St. Cyriaci, 1593 Aedituus an St. Maria auf dem Berg                                                                                  |
| Jakob Frostbach                   | 1632–1638 |                                      | |
| Caspar Helmsdorf                  | 1638–1646 |                                      | |
| Andreas Schulrabe                 | 1647–1663 |                                      | |
| Andres Koch (Cocus)               | 1664–1669 |                                      | |
| David Heinrich Schnelle           | 1670–1662 |                                      | |
| Heinrich Christoph Linke          | 1683–1687 | + 25. Juli 1692                      | vor 1683 Schullehrer in Berka, ordiniert am 14. Juli 1683, zugleich Pfarrer an St. Martini und St. Elisabeth, 1687–1692 Pfarrer an St. Maria auf dem Berg |
| Georg Scherz                      | 1687–1715 |                                      | |
| Johann Andreas Zimmermann         | 1715–1739 |                                      | |
| Johann Michael Sieckel            | 1739–1741 | 22. Juni 1702 – 19. Mai 1748         | zugleich Pfarrer an St. Martini und St. Elisabeth, 1741–1748 Pfarrer an St. Maria auf dem Berg                                                            |
| Christian Friedrich Wiederhold    | 1741–1749 |                                      | |
| Johann Richard Eulhardt           | 1749–1764 |                                      | |
| Benjamin Oswald Hake              | 1765–1767 |                                      | |
| August Heinrich Schulze           | 1767–1777 | 20. September 1742 – 30. Mai 1817    | zugleich Pfarrer an St. Martini und St. Elisabeth, 1777–1817 Pfarrer an St. Maria auf dem Berg                                                            |
| Heinrich Christian Sieckel        | 1777–1789 | 12. Dezember 1708 – 12. Februar 1790 | Pfarrer an St. Cyriaci und St. Martini |
| Johann Laurentius Vargos          | 1787–1815 |                                      | |
| Johann Gottlieb Friedrich Schulze | 1818–1827 |                                      | |
| Johann Friedrich Wilhelm Wagner   | 1827–1838 |                                      | |

1838 ging die Diakonatsstelle ein.